# Вильгельм I (граф Нассау-Дилленбурга)
Вильгельм (Виллем) I Богатый (нидерл. Willem de Rijke, нем. Wilhelm I. der Reiche; 10 апреля 1487[…], Дилленбург[…] — 6 октября 1559[…], Замок Дилленбург) — граф Нассау-Дилленбурга и Катценельнбогена с 1516 года, граф Дица с 1530 года, 4-й сын графа Иоганна V Нассау-Дилленбургского и Елизаветы Гессен-Марбургской. Своим прозвищем Вильгельм обязан, возможно, большим территориальным приобретениям.
Правление Вильгельма I — один из самых значительных периодов в истории Нассауского дома. В это время Вильгельм значительно увеличил свои владения, кроме того, возникли предпосылки для дальнейших земельных приобретений. Кроме того, во время Реформации благодаря Вильгельму I в его владениях было введено лютеранство, он состоял в Шмалькальденской лиге и принимал участие в религиозных войнах. В это сложное время Вильгельм проявил себя как мудрый и опытный политик, что в сочетании с личной храбростью и умеренности позволило ему защитить интересы своего дома и положило начало дальнейшему расцвету династии.

## Биография

### Молодые годы
Вильгельм родился 10 апреля 1487 года в Дилленбурге в немецком графстве Нассау. Он происходил из оттоновской линии Нассауского дома и был младшим из четверых сыновей графа Иоганна V Нассау-Дилленбургского от брака с Елизаветой Гессен-Марбургской.
Граф Иоганн V умер 30 июня 1516 года, после чего двое его живых в тот момент сыновей, Генрих и Вильгельм I, заключили соглашение о разделе владений отца. Вильгельму при этом достались нидерландские владения, также он получил и наследственные земли Нассауского дома с центром в Дилленбурге.

### Владения Вильгельма
Одним из владений, унаследованных Вильгельмом, было графство Катценельнбоген, которое располагалось между Рейном, Ланом, Ааром и Виспером. Дочь последнего графа, Анна, вышла замуж за Генриха III Богатого, ландграфа Гессен-Марбургского. Их сын, Вильгельм III, умер в 1500 году без наследников, поэтому наследницами графства оказались их две дочери: Елизавета (мать Вильгельма) и Мехтильда, жена герцога Иоганна II Клевского. При этом сама Анна завещала все свои владения представителям старшей Гессенской линии. В итоге Вильгельму пришлось более 50 лет вести продолжительные и запутанные споры с ландграфами Гессена и герцогами Клевскими за богатое Катценельнбогенское наследство, которое оценивалось в 600 тысяч гульденов. Только 30 июня 1557 года во Франкфурте при посредничестве курфюрста Саксонии было заключено соглашение, по которому Катценельнбоген достался Вильгельму. Кроме того, к Нассау была присоединена гессенская четверть графства Диц с Камбергом, Вайлнау, Верхаймом, Кастелларом, Дридорфом и половиной Хадамара.
Также в 1530 году Вильгельм приобрёл графство Диц. Кроме того, по семейным соглашениям было обеспечено присоединение владений ветвей Нассау-Бреда (1545 год) и Нассау-Бельштейн (1554 год).

### Реформация и религиозные войны
Практически всё правление Вильгельма пришлось на Реформацию и религиозные войны в Германии. И благодаря Вильгельму I в его владения было введено лютеранство. Уже в 1517 году Вильгельм возразил против продажи индульгенций в своих владениях. В 1521 году он присутствовал во время выступления Мартина Лютера на рейхстаге в Вормсе. Однако в это время Вильгельм не был приверженцем учения Лютера, находясь под сильным влиянием своего старшего брата Генриха, верного соратника императора и церкви. В 1521—1522 годах Вильгельм участвовал в войне императора Карла V против французского короля Франциска I. Только в 1526 году по случаю посещения Дилленбурга курфюрстом Саксонии Иоганном-Фридрихом I Вильгельм позволил в своих владениях более свободное хождение лютеранства. Были введены строгие правила, касающиеся церковной дисциплины и запрещающие отдельные обычаи католической церкви, что сформировало начало своего рода реформации, но все существенные догматы церкви пока что затронуты не были. В 1529 году Вильгельм призвал священнослужителя, приверженного новому направлению — Германа Кромбахского. А в 1530 году он уже во время рейхстага в Аугсбурге он формально представлял Аугсбургское исповедание, после чего католические священники в Дилленбурге были смещены, их место заняли Герман Кромбахский и магистр Леонгардт Вагнер из Крецнаха. Также были отменены целибат и месса. В 1536 году Вильгельм пригласил лютеранского богослова Эразма Сарцериуса ректором школы в Зигене, а в 1536 году назначил его суперинтендентом и придворным проповедником в Дилленбурге, что позволило в обоих городах проводить назначения лютеранских проповедников.
При этом, по крайней мере, внешне Вильгельму пока что выгоднее было придерживаться католичества: его сыновья были крещены как католики, в 1531 году он приобрёл папское освобождение от поста. Благодаря влиянию его брата Генриха, в 1531 году император предложил Вильгельму пост штатгальтера в Вюртемберге, конфискованном императором в 1519 году, однако тот от этого поста отказался, как отказался в 1536 года от предложения вступить в орден Золотого руна.
Аугсбургский рейхстаг закончился тем, что император отклонил отклонил Аугбургское исповедание. В результате недовольные протестантские князья образовали в 1531 году Шмалькальденскую лигу. Первоначально в её состав входили курфюрст Иоганн Саксонский, ландграф Филипп I Гессенский, герцог Эрнст I Брауншвейг-Люнебургский, граф Мансфельд и несколько других более мелких князей. Угроза от Османской империи, угрожавшей наследственным австрийским владениям императора, заставила Карла V в 1532 году заключить религиозный мир в Нюрнберге. В 1534 году к лиге присоединился герцог Ульрих Вюртембергский, которому при посредничестве Филиппа Гессенского были возвращены его владения, что укрепило положение лиги. В 1536 году в состав лиги вошёл и Вильгельм, хотя против этого протестовал Филипп Гессенский, который имел давний территориальный спор с ним из-за Катценельнбогенского наследства.
На рейхстаге в Шпейере в 1542 году Вильгельм выделил денежную сумму на войну против турок, в 1544 году выделил на те же цели ещё большую сумму.
В войнах Шмалькальденской лиги против герцога Генриха Младшего Брауншвейг-Вольфенбюттельского Вильгельм участия не принимал. Растущая мощь противников лиги заставила Вильгельма осторожнее относиться к участию в военных действиях. В 1546 году он уклонился от участия в войне против императора. Также он выделил 600 всадников на императорскую службу. Благодаря такой политики он избежал императорского суда, который был устроен для других членов лиги.
В 1547 году Вильгельм участвовал в рейхстаге в Аугсбурге и в следующем году был вынужден в своих владениях привести в исполнение Аугсбургский интерим, по которому они вновь в церковном отношении подчинялись архиепископству Трирскому. Но после восстания Морица Саксонского Вильгельм открыто присоединился к нему. Он предпринял тайную миссию к французскому королю Генриху II, чтобы заручиться его поддержкой протестантских князей против императора. Результатом восстания стали заключение в 1552 году Пассауского договора, а затем и Аугсбургского религиозного мира (1555 год), который гарантировал признание лютеранства.
Вильгельм умер 6 октября 1559 года.

### Наследство
От первого брака у Вильгельма было только две дочери. От второго брака с лютеранкой Юлианной Штольберг-Вернигеродской родилось 12 детей, из которых выжило пять сыновей и шесть дочерей.
Старший из сыновей Вильгельм I Молчаливый изначально воспитывался в лютеранской вере, но в 1544 году в возрасте 11 лет он был признан наследником своего погибшего двоюродного брата Рене Оранского. Ценой этого был переход его в католичество и воспитание в Бреде под опекой католиков. Позже он стал одним из лидеров Нидерландской революции и родоначальником Оранской династии.
Родовые же владения Вильгельма Нассау-Дилленбургского, включая Дилленбург, Диц, Зиген и Катценельнбоген, унаследовал второй сын, Иоганн VI Старший. Он стал родоначальником ветви графов Нассау-Дилленбурга.

## Семья и дети
1-я жена: с 29 апреля 1506 года Вальбурга Эгмонт (29 октября 1490 — 7 марта 1529), дочь Иоганна III Эгмонта и Магдалены фон Верденберг. Дети:
- Елизавета (октябрь 1515 — 31 января 1523)[10];
- Магдалена (6 октября 1522 — 18 августа 1567); муж: с 16 июля 1538 граф Герман фон Нейенар-Мерс (1514—1578)[10].

2-я жена: с 20 сентября 1531 года Юлиана Штольбергская (27 февраля 1506 — 18 июня 1580), дочь графа Бодо VIII Штольберг-Вернигеродского и Анны Эпштейн-Кёнигштейнской, вдова графа Филиппа II Ганау-Мюнценбергского. Дети:
- Вильгельм I Молчаливый (24 апреля 1533 — 10 июля 1584), принц Оранский и граф Нассау-Бреды с 1545, штатгальтер Нидерландов с 1578[10];
- Гермина (9 августа 1534 — умерла в младенчестве)[10];
- Иоганн VI Старший (22 ноября 1536 — 28 октября 1606), граф Нассау-Дилленбурга с 1559[10];
- Людвиг (10 января 1538 — 14 апреля 1574)[10];
- Мария (15 марта 1539 — 18/28 мая 1599); муж: с 11 ноября 1556 граф Вильгельм IV ван ден Берг-Геренберг[10];
- Адольф (11 июля 1540 — 23 мая 1568)[10];
- Анна (21 сентября 1541 — 12 февраля 1616); муж: с 16 июня 1559 граф Альбрехт Нассау-Вейльбург-Отвейлерский (26 декабря 1537—11 ноября 1593), граф Нассау-Вейльбурга с 1559, граф Нассау-Оттвейлера с 1574[10];
- Елизавета (25 сентября 1542 — 18 ноября 1603); муж: с 16 июня 1559 граф Конрад Сольмс-Браунфельсский (1540—1592)[10];
- Катарина (29 декабря 1543 — 25 декабря 1624); муж: с 17 ноября 1560 Гюнтер XLI (29 сентября 1529 — 23 мая 1583), граф Шварцбург-Бланкенбурга с 1552[10];
- Юлиана (10 августа 1546 — 31 августа 1588); муж: с 14 июня 1575 Альбрехт VII (16 января 1537 — 10 апреля 1605), граф Шварцбург-Рудольштадта с 1583[10];
- Магдалена (15 декабря 1547 — 16 мая 1633); муж: с 31 января 1567 граф Вольфганг Гогенлоэ-Вейкерсгеймский (1546—1610)[10];
- Генрих (15 октября 1550 — 14 апреля 1574)[10].